# 瑟克爾維爾 (堪薩斯州)
瑟克爾維爾（英語：Circleville）是位於美國堪薩斯州傑克遜縣的一個城市。

## 地方資料
瑟克爾維爾的面積為0.66平方千米，當中陸地面積為0.66平方千米，而水域面積為0.00平方千米。根據2010年美國人口普查的數據，當地共有人口153人，而人口密度為每平方千米231.82人。

## 外部連結
- US-Counties.com
- City-Data.com （页面存档备份，存于）